# Moltke-Gedächtnisstätte Parchim

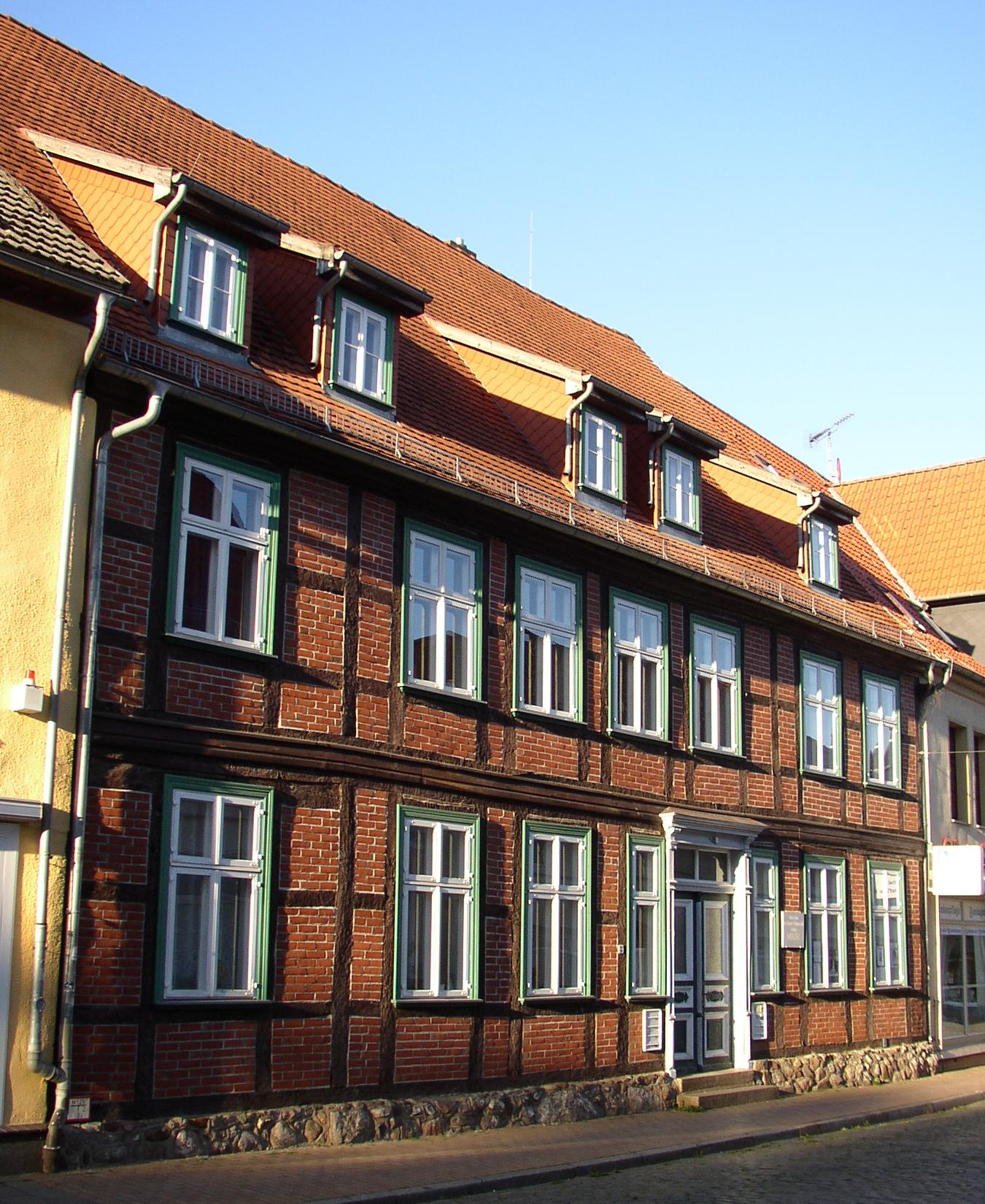
Moltke-Haus

Die Moltke-Gedächtnisstätte in Parchim befindet sich im Moltke-Haus, Lange Straße Nr. 28. Dieses zweigeschossige Fachwerkhaus ist das Geburtshaus von Generalfeldmarschall Helmuth von Moltke (1800–1891), der aus einer alten mecklenburgischen Adelsfamilie stammt. Er lebte hier nur für eine sehr  kurze Zeit.
Moltke war von 1857 bis 1888 Chef des preußischen Generalstabs bzw. ab 1871 des Großen Generalstabs und somit verantwortlich für die Planungen der Feldzüge im Deutsch-Dänischen Krieg (1864), Deutschen Krieg (1866) und Deutsch-Französischen Krieg (1870/71).
Das 1994 sanierte denkmalgeschützte Moltke-Haus wird von der Moltke-Stiftung Berlin und dem Museum der Stadt Parchim betreut. Die Sammlung gibt Einblicke in das Leben und die militärischen, wissenschaftlichen und literarischen Leistungen des Parchimers.
In Parchim gibt es zudem den Moltkeplatz mit dem Moltkedenkmal.